# دوریان انگوما
دوریان انگوما (انگلیسی: Dorian N'Goma؛ زادهٔ ۱۵ مهٔ ۱۹۸۸) بازیکن فوتبال اهل جمهوری کنگو است.
از باشگاه‌هایی که در آن بازی کرده‌است می‌توان به باشگاه ورزشی آمیان اشاره کرد.
وی همچنین در تیم ملی فوتبال کنگو بازی کرده‌است.